# 神宮寺 (稲敷市)
神宮寺（じんぐうじ）は、茨城県稲敷市にある天台宗の寺院。

## 歴史
806年（大同元年）、満願によって開山された。また開山年を811年（弘仁2年）としたり、勝道が創建したという異説もある。
南北朝時代に北畠親房が上陸し、当寺の近くに位置していた神宮寺城に立て籠もっている。
江戸時代には、寺領93石を有していた。
当寺には、1369年（応安2年）に建立された仁王門がある。この門の中にある仁王は、足の病気を治すご利益があるとされ、多くの草鞋が奉納されている。

## 文化財
- 厨子（茨城県指定文化財 昭和33年3月12日指定）[3]
- 木造聖観音菩薩立像（茨城県指定文化財 平成17年11月25日指定）[4]
- 十三塚（稲敷市指定文化財 平成6年5月2日指定）[5]

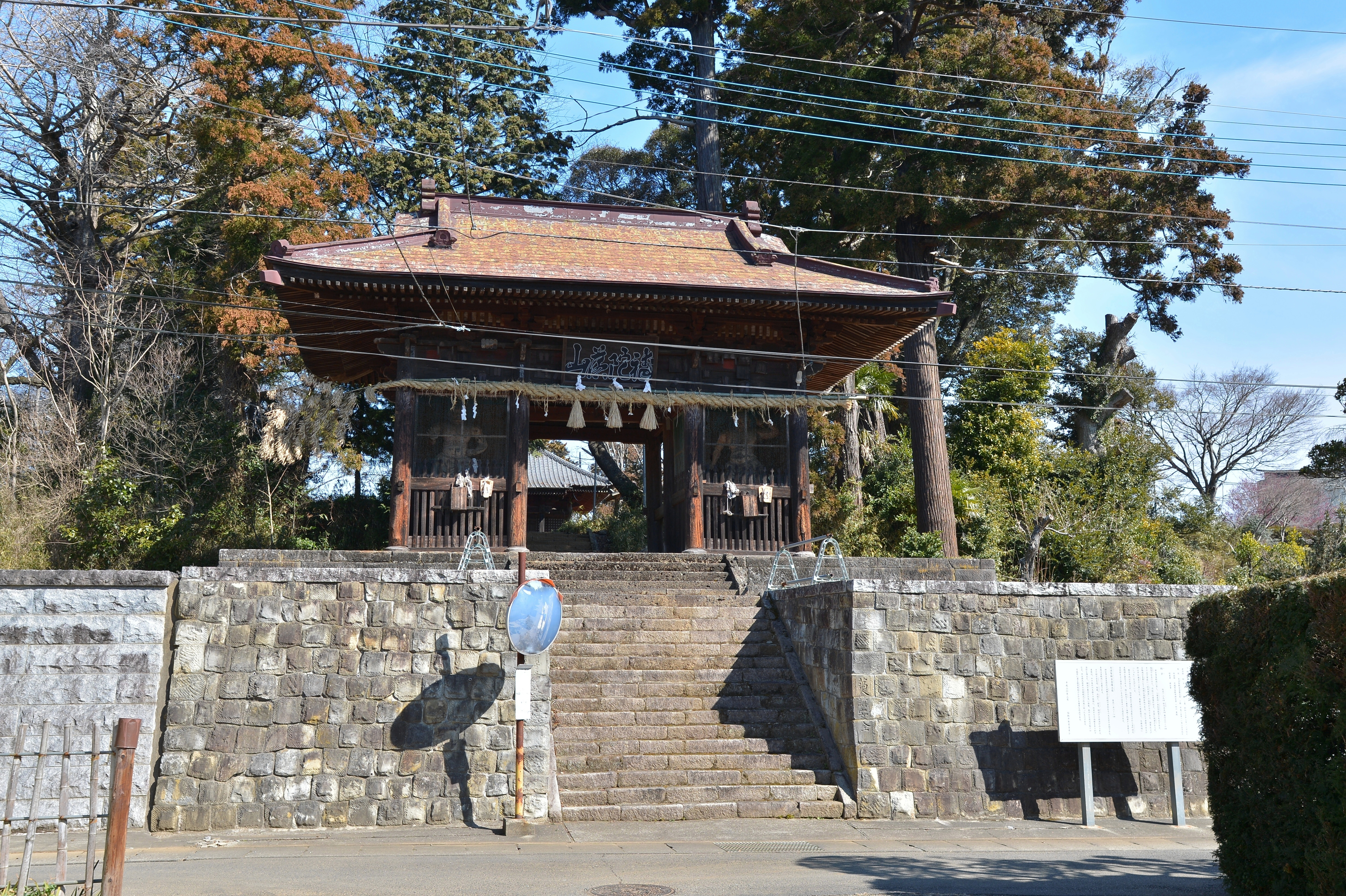
仁王門
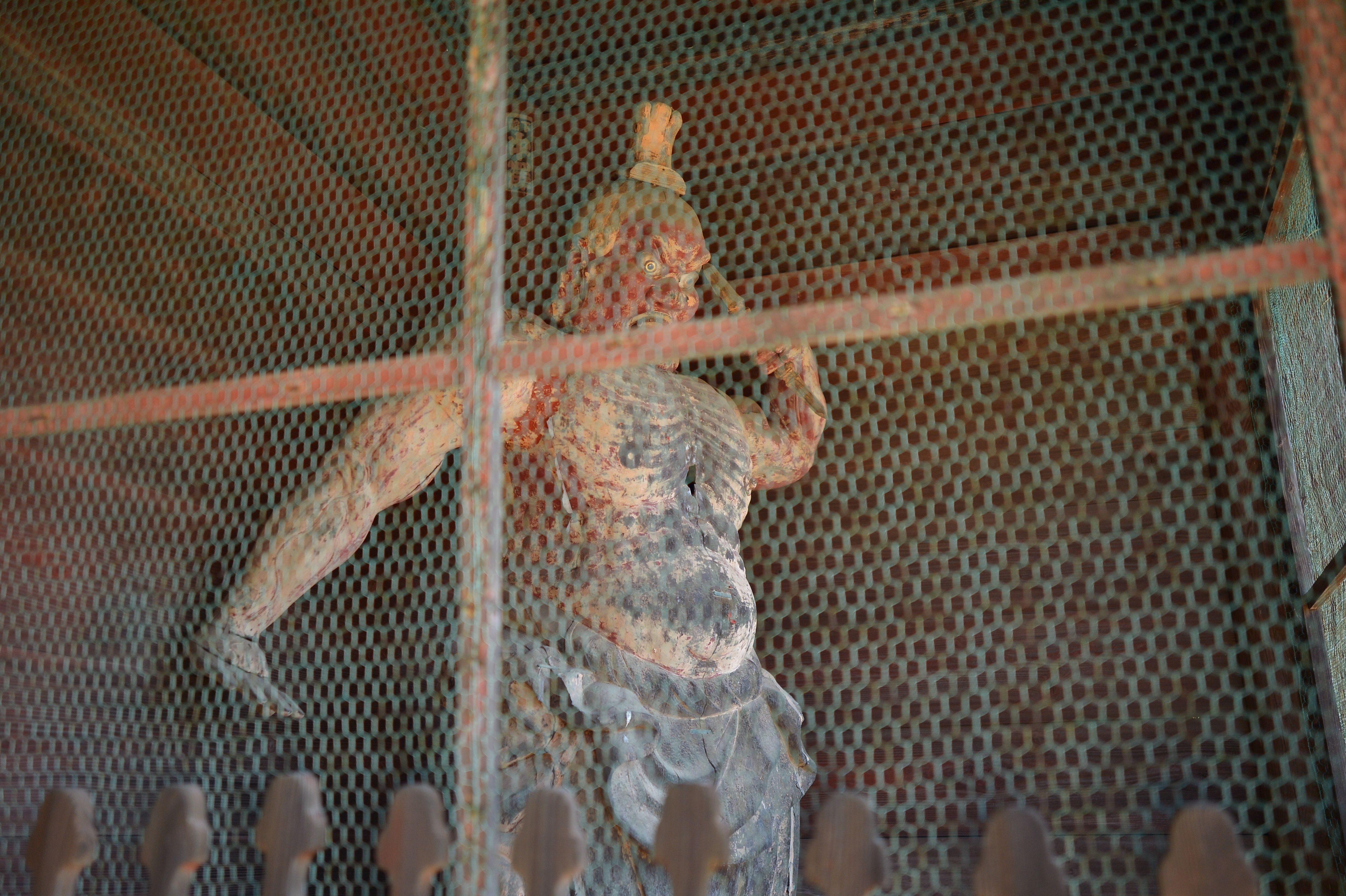
金剛力士像阿形
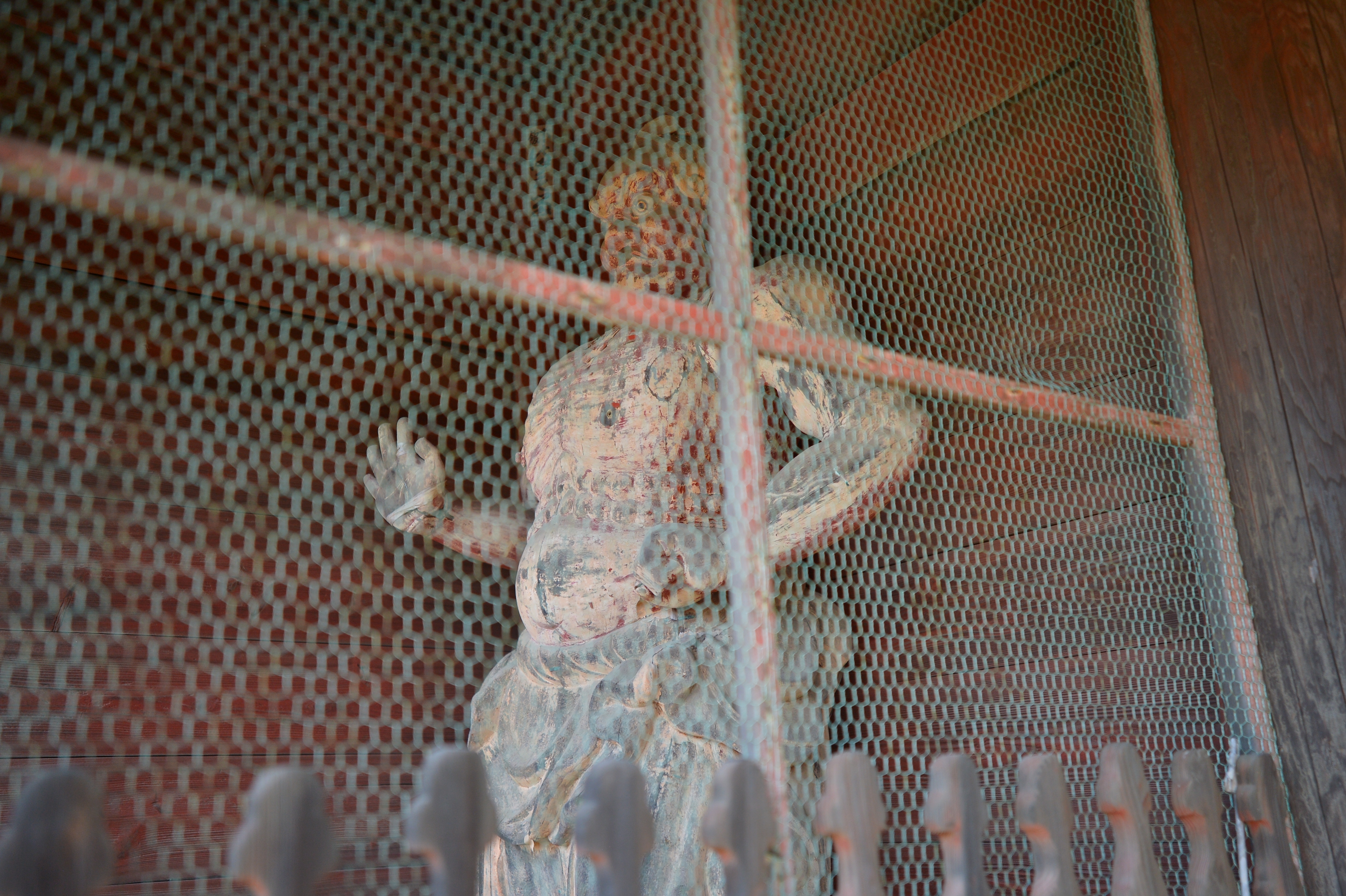
金剛力士像吽形
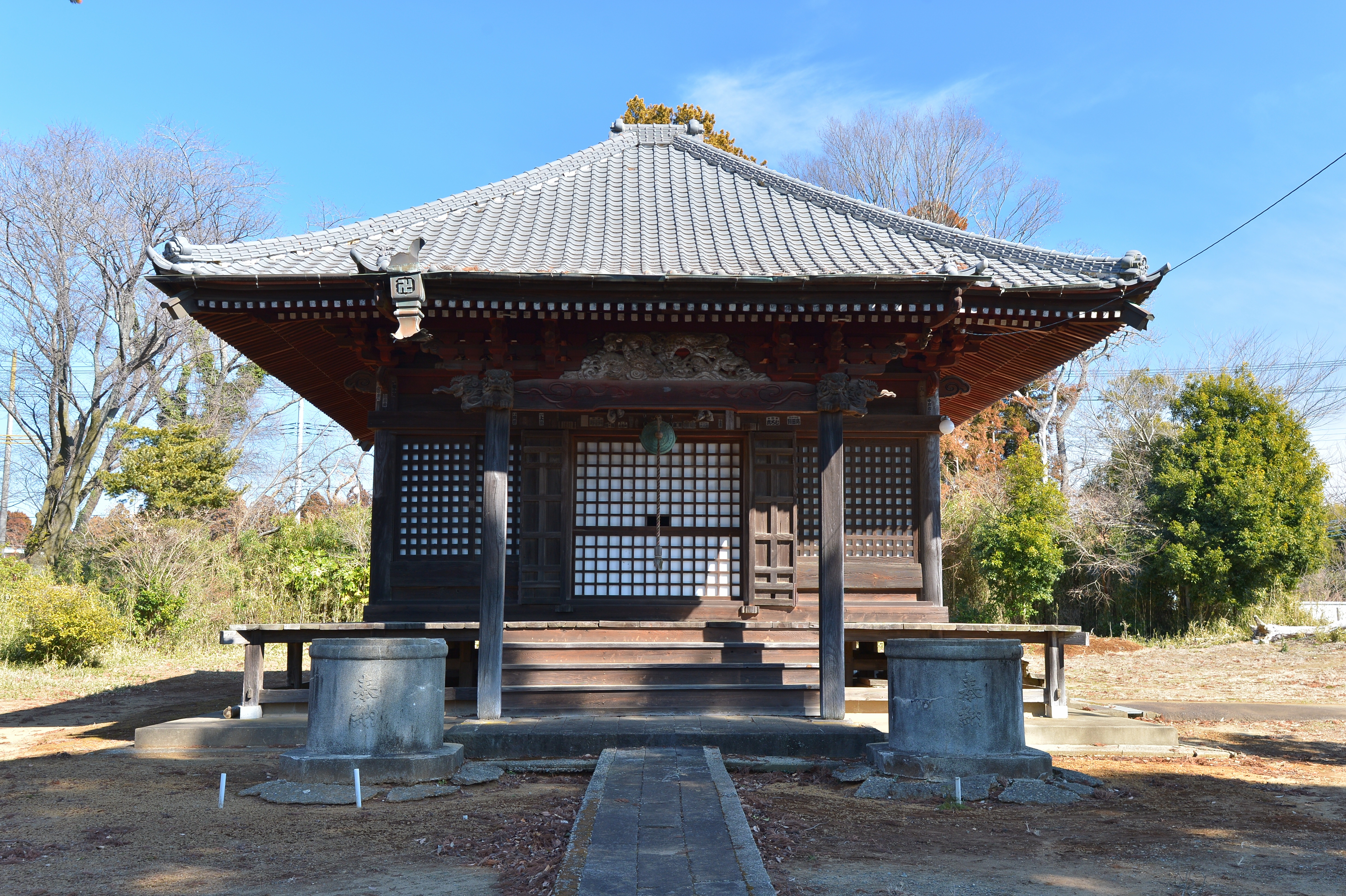
観音堂
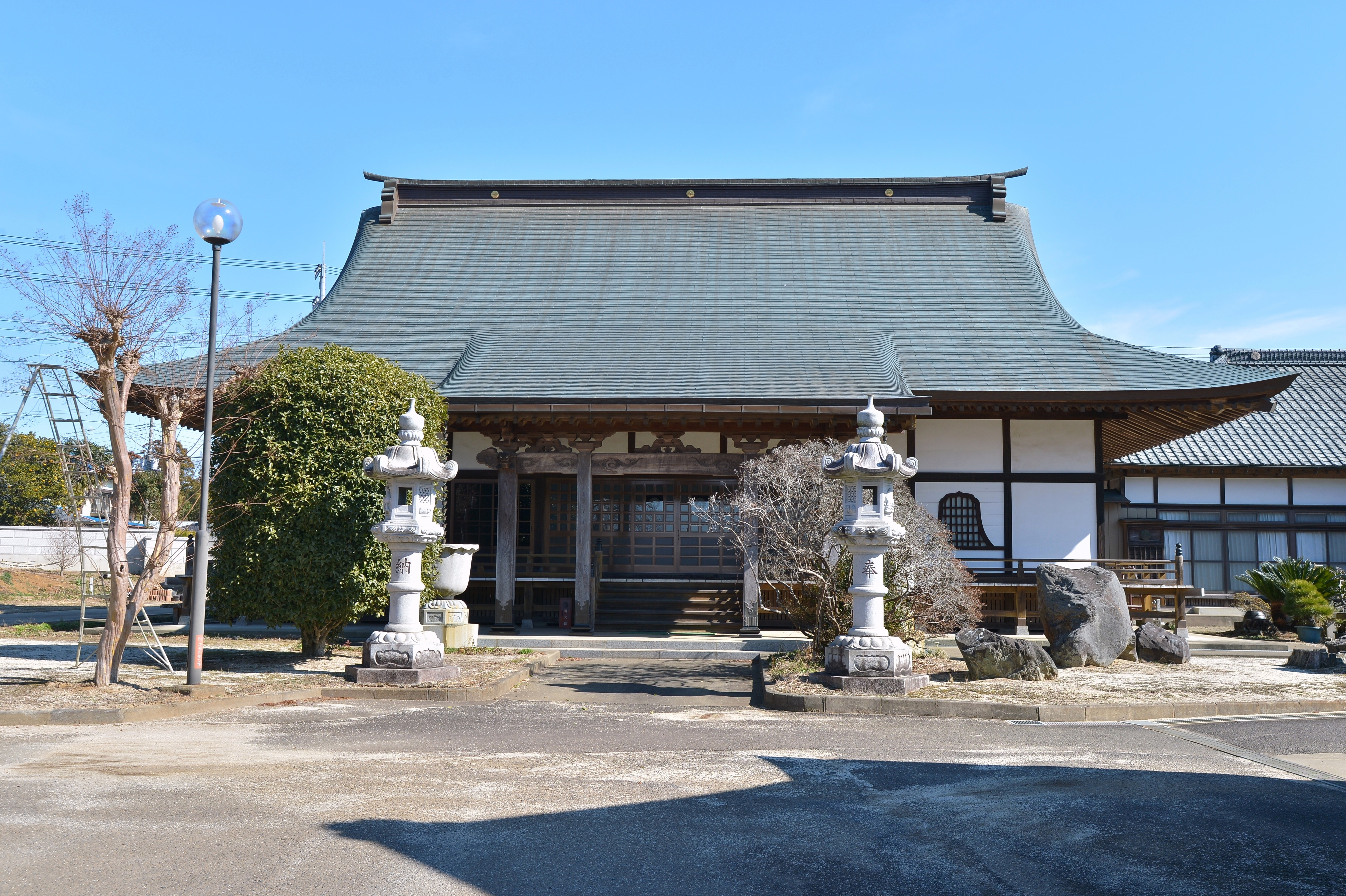
客殿

## 交通アクセス
- 路線バス神宮寺停留所より徒歩2分。